# Trinidad e Tobago nos Jogos Olímpicos de Verão de 1976
Trinidad e Tobago participou dos Jogos Olímpicos de Verão de 1976 em Montreal, Canadá. Essa foi a primeira medalha de ouro do país nas Olimpíadas.

## Medalhistas

### Ouro
- Hasely Crawford — Atletismo, 100m masaculino

## Resultados por Evento

### Atletismo
800m masculino
- Horace Tuitt
  - Eliminatória — não terminou (→ não avançou)

Revezamento 4x100m  masculino
- Anthony Husbands, Chris Brathwaite, Charles Joseph, e Francis Adams
  - Eliminatória — 40.08s
  - Semifinal — 39.88s (→ não avançou)

Revezamento 4x400m masculino
- Michael Solomon, Charles Joseph, Horace Tuitt, e Joseph Coombs
  - Eliminatória — 3:03.54
  - Final — 3:03.46 (→ 6º lugar)

Salto em distância masculino
- George Swanston
  - Classificatória — 7.40m (→ não avançou)

### Ciclismo
1km contra o relógio masculino
- Anthony Sellier — 1:11.103 (→ 20º lugar)

Velocidade individual masculino
- Leslie Rawlins — 23º lugar